# ナミックス
ナミックス株式会社は、新潟市北区に本社を置くエレクトロケミカル材料の研究・開発、製造、販売を行う会社である。

## 概要
1946年に創業。エレクトロケミカル材料の研究・開発、製造、販売を行う。1947年に『北陸塗料株式会社』として会社設立。

## 沿革
- 1946年（昭和21年）創業
- 1947年（昭和22年）北陸塗料株式会社として会社設立。
- 1973年（昭和48年）本社・工場を現在地に移転。
- 1996年（平成８年）社名をナミックス株式会社に変更。
- 2003年（平成15年）シンガポールオフィスを開設
- 2005年（平成17年）大阪営業所を開設
- 2017年（平成29年）5月26日：本社・新生産棟を増設[1]。12月1日：映画「ミッドナイトバス」に協賛したと発表[2]。
- 2018年（平成30年）アルビレックス新潟のユニフォームスポンサーとして契約を締結[3]。
- 2022年（令和4年）公式キャラクターが誕生[4]。

## 事業所
国内
- 本社・工場：新潟市北区濁川
- ナミックステクノコア（R＆Dセンター）：新潟市北区島見町
- 月岡工場：新潟県新発田市本田
- 東京営業所：港区高輪
- 大阪営業所：大阪市都島区

海外
- アメリカ合衆国
- 中国
- 香港
- 韓国
- 台湾
- ドイツ
- シンガポール